# Benito Rubiñán
Benito Rubiñán Soutullo (Redondela, 11 settembre 1949) è un ex calciatore spagnolo.

## Carriera
Dopo aver giocato in Segunda División con il Club Deportivo Ourense, nel 1970 passò al Deportivo La Coruña, sempre in Segunda División. Dopo una sola stagione, ottenne la promozione nella Liga. Esordì quindi nel massimo campionato spagnolo il 5 settembre 1971 contro il Córdoba CF.
Nel 1973 lasciò la Galizia per trasferirsi al Real Madrid di Miguel Muñoz.
Giocò per quattro stagioni collezionando 98 presenze in tutte le competizioni con il Real Madrid. Con i blancos vinse due Coppe di Spagna e due campionati.
Nel 1977 passò al Burgos nell'operazione di calciomercato che portò Juanito a fare il percorso inverso in direzione Madrid.
Giocò in Primera División con il Burgos CF fino al 1980. Nel 1980 il club retrocesse e Rubiñán si trasferì al Real Murcia. Anche questa stagione si concluse con una retrocessione. Successivamente giocò con il Guadalajara in Castiglia-La Mancia.
Dopo il ritiro, lavorò come osservatore a livello giovanile per il Real Madrid.

## Palmarès

### Club

#### Competizioni nazionali
- Coppa di Spagna: 2

Real Madrid: 1973-1974, 1974-1975
- Primera División spagnola: 2

Real Madrid: 1974-1975, 1975-1976